# Грузија на Европском првенству у атлетици у дворани 2011.
Грузија је учествовала на 31. Европском првенству у дворани 2011 одржаном у Паризу, Француска, од 4 до 6. марта. Ово је било осмо Европско првенство у дворани на којем је Грузија учествовала.
Репрезентацију Грузије представљала су два такмичара који су се такмичили у две дисциплине.
На овом првенству представници Грузије нису освојили ниједну мадељу, а оборен је национални рекорд у трци на 400 метара.
Грузијска репрезентација остала је у групи земаља које нису освајале медаље на европским првенствима у дворани.

## Учесници
Мушкарци
- Ендрик Зилберстајн — 400 м
- Беник Абрамјан — Бацање кугле

## Резултати
| Атлетичар          | Дисциплина   | Лични рекорд | Квалификације | Квалификације | Полуфинале           | Полуфинале           | Финале               | Финале       | Детаљи                                 |
| Атлетичар          | Дисциплина   | Лични рекорд | Резултат      | Место         | Резултат             | Место                | Резултат             | Место        | Детаљи                                 |
| ------------------ | ------------ | ------------ | ------------- | ------------- | -------------------- | -------------------- | -------------------- | ------------ | -------------------------------------- |
| Ендрик Зилберстајн | 400 м        |              | 48,07 НР      | 4. у гр. 2    | Није се квалификовао | Није се квалификовао | Није се квалификовао | 18 / 26      | Архивирано на веб-сајту (22. јул 2012) |
| Беник Абрамјан     | Бацање кугле |              | 17,20         | 21.           |                      |                      | Није се квалификовао | 21 / 21 (23) | Архивирано на веб-сајту (29. јул 2012) |